# Haematocleptes terrebellidis
Haematocleptes terrebellidis är en ringmaskart som beskrevs av Axel Wirén 1886. Haematocleptes terrebellidis ingår i släktet Haematocleptes och familjen Oenonidae. Inga underarter finns listade i Catalogue of Life.